# Олексіївка (Нікопольський район)
Олексі́ївка — село в Україні, у Покровській сільській громаді Нікопольського району Дніпропетровської області. Населення — 3 600 мешканців.

## Географія
Село Олексіївка знаходиться на березі затоки Каховського водосховища, нижче за течією на відстані 0,5 км розташоване село Капулівка, вище за течією на відстані 4 км розташоване місто Нікополь. Через село проходять автомобільна дорога Н23 і залізниця, станція Нікопольбуд за 1,5 км

## Археологія
На території Олексіївки виявлені поселення і курганний могильник епохи ранньої бронзи (III тисячоліття до Р. Х.), скіфські кургани (IV—III ст. до Р. Х.), а також поселення черняхівської культури (II—VI ст. по Христу).

## Історія
Колишнє село Чортомлик.

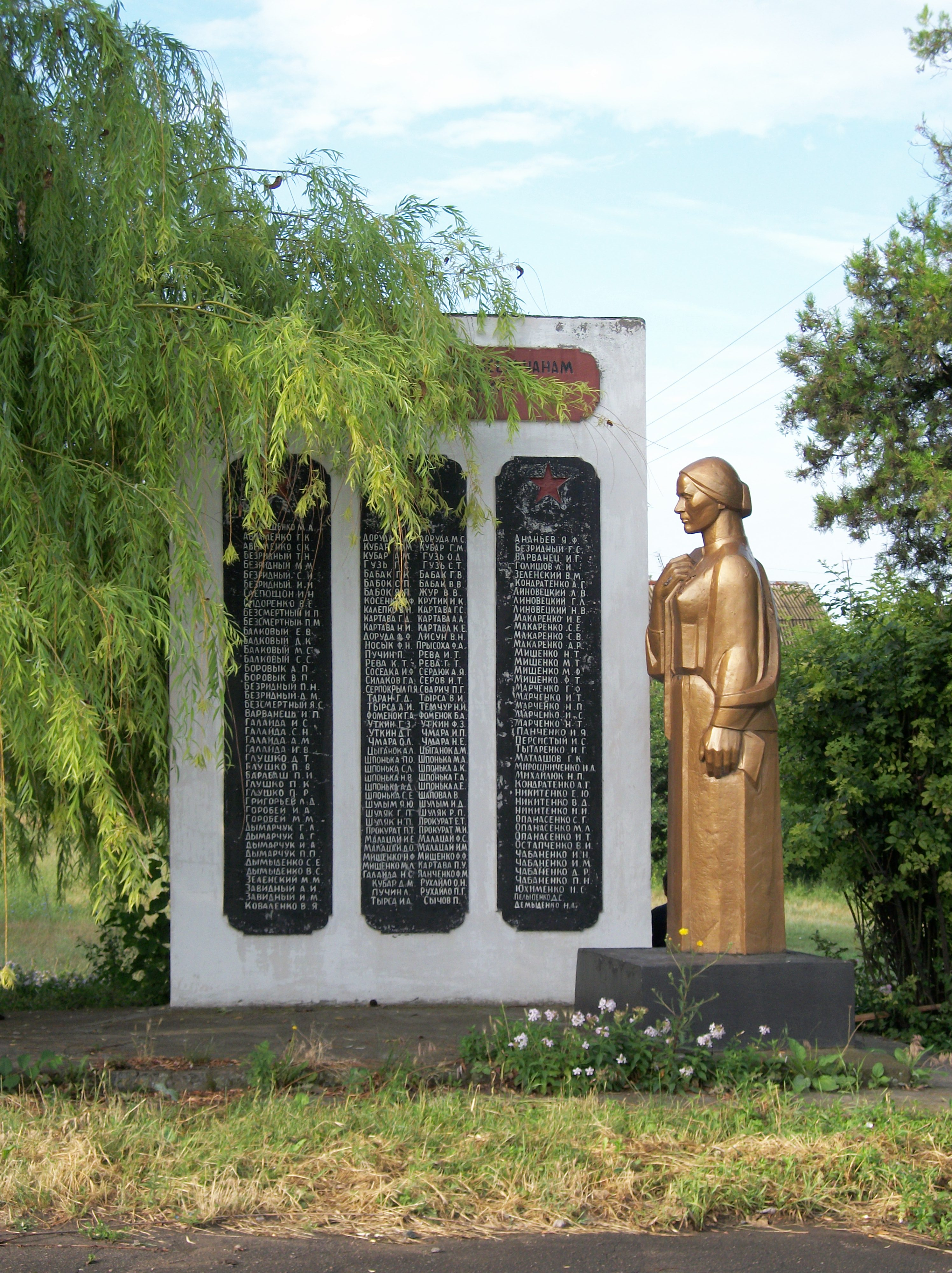
Пам'ятник 168 односельцям, при в'їзді до села з північного напрямку

Станом на 1886 рік у колишньому власницькому селі, центрі Чортомлицької волості Катеринославського повіту Катеринославської губернії, мешкало 521 особа, налічувалось 128 домогосподарств.
За переписом 1897 року кількість мешканців зросла до 1162 осіб (579 чоловічої статі та 583 — жіночої), з яких 1152 — православної віри.
Сучасне селище утворено при залізничній станції, яка побудова у 1904 році для обслуговування перевезень руди Покровського марганцевого рудника. Деякий час станція мала назву Осокорівка, проте з 1910 року відновлена її первинна назва. 
У Чортомлику проживав з родиною Головко-Вусатий (Іван?) пр. 1887 р. н., який воював у загоні отамана Зеленого..
Під час організованого радянською владою Голодомору 1932—1933 років померло щонайменше 317 жителів села.

## Населення

### Мова
Розподіл населення за рідною мовою за даними перепису 2001 року:
| Мова            | Кількість | Відсоток |
| --------------- | --------- | -------- |
| українська      | 3285      | 91.25%   |
| російська       | 295       | 8.19%    |
| білоруська      | 13        | 0.36%    |
| болгарська      | 1         | 0.03%    |
| румунська       | 1         | 0.03%    |
| інші/не вказали | 5         | 0.14%    |
| Усього          | 3600      | 100%     |

## Об'єкти соціальної сфери
- Школа.
- Дитячий садок.
- Музей.
- Будинок культури

## Відомі люди
- Іван Бабак (1919-2001) — учасник Другої Світової війни, льотчик-ас, один з найкращих асів Другої Світової війни.
- Безрідний Руслан Васильович (1979—2014) — солдат Збройних сил України, учасник російсько-української війни.
- Думанський Василь Степанович (1963—2019) — полковник Збройних сил України, учасник російсько-української війни.